# Лизбург (Вирџинија)
Лизбург (енгл. Leesburg) град је у америчкој савезној држави Вирџинија. По попису становништва из 2010. у њему је живело 42.616 становника.

## Демографија
Према попису становништва из 2010. у граду је живело 42.616 становника, што је 14.305 (50,5%) становника више него 2000. године.
| Група             | 2000.          | 2010.          |
| Белци             | 22.761 (80,4%) | 26.829 (63,0%) |
| Афроамериканци    | 2.604 (9,2%)   | 4.063 (9,5%)   |
| Азијати           | 739 (2,6%)     | 3.025 (7,1%)   |
| Хиспаноамериканци | 1.667 (5,9%)   | 7.431 (17,4%)  |
| Укупно            | 28.311         | 42.616         |